# Гіпсизігус
Гіпсизігус (Hypsizygus) — рід базидіомікотових грибів родини ліофілових (Lyophyllaceae). Рід широко поширений у північних помірних регіонах.

## Види
- H. ligustri
- H. marmoreus
- H. tessulatus
- H. ulmarius